# Ibón de Tebarrai
L'ibón de Tebarrai és un ibón d'origen glacial del Pirineus aragonès, situat al terme municipal de Sallent de Gállego. Està situat baix del pic de Tebarrai, els Infiernos (Occidental, Central i Oriental) i Piedrafita. Es troba a 2710 metres sobre el nivell del mar i té una superfície de 4,3 hectàrees i 25 metres de fondària. L'etapa Respumoso-Panticosa del GR 11 hi passa pel costat.